# Cardepia affinis
Cardepia affinis là một loài bướm đêm trong họ Noctuidae.